# مرچواتس
شهر مرچواتس (به روسی: Мрчевац) در کشور مونته‌نگرو واقع شده‌است. جمعیت این شهر ۱٬۵۰۰ نفر  است.